# Cratere Main (Marte)
Main  è un cratere sulla superficie di Marte.
Il cratere è dedicato all'astronomo britannico Robert Main.